# Eochaid Uaircheas
Pour les articles homonymes, voir Eochaid.
Eochaid Uaircheas, fils de Lugaid Íardonn, est un Ard ri Erenn selon les légendes médiévales irlandaises et la tradition historique.

## Règne
Après que Lugaid soit détrôné et tué par Sírlám, Eochaid ou Eochu est chassé d'Irlande et doit s'exiler outremer mais il revient après 12 années, tue Sírlám d'une flèche et s'empare du trône. Le sens de son surnom est obscur : le Lebor Gabála Érenn indique qu'il est lié à son exil, alors que Geoffrey Keating explique qu'il signifie "Canots nus", parce qu'il utilisait des canots comme flotte avec lesquels lui et ses hommes pillaient les contrées voisines. Il règne pendant 12 ans avant d'être tué par Eochaid Fíadmuine et Conaing Bececlach.
Le Lebor Gabála Érenn synchronise son règne avec celui d'Artaxerxes Ier en Perse (465-424 av. J.-C.). La chronologie de Keating Foras Feasa ar Éirinn le date de 633-621 av. J.-C., et les Annales des quatre maîtres de  856-844 BC.
Son fils Lugaid Lámderg sera ensuite Ard ri Erenn.

## Source
- (en) Cet article est partiellement ou en totalité issu de l’article de Wikipédia en anglais intitulé « Eochu Uairches » (voir la liste des auteurs), édition du 6 avril 2012.